# Copa América de 2024 – Grupo C
O Grupo C da Copa América de 2024 foi um dos quatro grupos do principal torneio de futebol para seleções masculinas que representam países da América do Sul organizado pela CONMEBOL. O torneio também inclui equipes convidadas da região da CONCACAF, que compreende a América do Norte, Central e Caribe, que se classificaram através da Liga das Nações da CONCACAF de 2023–24.

## Formato
O grupo foi formado pelos anfitriões Estados Unidos da CONCACAF, Uruguai da CONMEBOL, Panamá da CONCACAF e Bolívia da CONMEBOL. O sorteio dos grupos foi realizado no dia 7 de dezembro de 2023, com a Argentina sendo previamente colocada no grupo como cabeça. As partidas do Grupo A, que incluía a partida de abertura do torneio entre Argentina e Canadá, aconteceram de 20 a 29 de junho em seis locais em seis cidades dos Estados Unidos.
As duas melhores equipes, após um round-robin de três partidas por equipe, avançaram para as quartas de final.

## Classificação
| Pos | Equipe             | Pts | J | V | E | D | GP | GC | SG | Classificado     |
| --- | ------------------ | --- | - | - | - | - | -- | -- | -- | ---------------- |
| 1   | Uruguai            | 9   | 3 | 3 | 0 | 0 | 9  | 1  | +8 | Quartas de final |
| 2   | Panamá             | 6   | 3 | 2 | 0 | 1 | 6  | 5  | +1 | Quartas de final |
| 3   | Estados Unidos (H) | 3   | 3 | 1 | 0 | 2 | 3  | 3  | 0  | Eliminado        |
| 4   | Bolívia            | 0   | 3 | 0 | 0 | 3 | 1  | 10 | −9 | Eliminado        |

Nas quartas de final: 
- O primeiro colocado do Grupo C avançam para enfrentar o vice-colocado do Grupo D.
- O vice-colocado do Grupo C avançam para enfrentar o primeiro colocado do Grupo D.

## Partidas

### Estados Unidos x Bolívia
| 23 de junho   | Estados Unidos           | 2 – 0             | Bolívia | AT&T Stadium, Arlington                       |
| 17:00 (UTC−5) | Pulisic 3' · Balogun 43' | CONMEBOL CONCACAF |         | Público: 47 873 Árbitro: ITA Maurizio Mariani |

| '' | Est. Unidos | Bolívia | '' |

| GK              | 1  | Matt Turner       |     |     |
| RB              | 22 | Joe Scally        |     |     |
| CB              | 3  | Chris Richards    |     |     |
| CB              | 13 | Tim Ream          |     |     |
| LB              | 5  | Antonee Robinson  |     |     |
| CM              | 8  | Weston McKennie   | 49' | 78' |
| CM              | 4  | Tyler Adams       |     | 46' |
| CM              | 7  | Giovanni Reyna    |     | 65' |
| RF              | 21 | Timothy Weah      |     | 86' |
| CF              | 20 | Folarin Balogun   |     | 65' |
| LF              | 10 | Christian Pulisic |     |     |
| Substituições:  |    |                   |     |     |
| MF              | 6  | Yunus Musah       |     | 46' |
| FW              | 9  | Ricardo Pepi      |     | 65' |
| MF              | 15 | Johnny Cardoso    |     | 65' |
| MF              | 14 | Luca de la Torre  |     | 78' |
| FW              | 11 | Brenden Aaronson  |     | 86' |
| Treinador:      |    |                   |     |     |
| Gregg Berhalter |    |                   |     |     |

| GK                  | 23 | Guillermo Viscarra |     |     |
| CB                  | 2  | Jesús Sagredo      |     |     |
| CB                  | 4  | Luis Haquín        | 31' |     |
| CB                  | 21 | José Sagredo       |     |     |
| DM                  | 6  | Leonel Justiniano  | 27' | 46' |
| RM                  | 3  | Diego Medina       |     | 46' |
| CM                  | 20 | Fernando Saucedo   |     |     |
| CM                  | 15 | Gabriel Villamíl   | 28' |     |
| LM                  | 17 | Roberto Fernández  |     | 75' |
| CF                  | 9  | César Menacho      |     | 46' |
| CF                  | 19 | Bruno Miranda      |     | 68' |
| Substituições:      |    |                    |     |     |
| MF                  | 7  | Miguel Terceros    |     | 46' |
| FW                  | 18 | Rodrigo Ramallo    |     | 46' |
| MF                  | 22 | Héctor Cuéllar     |     | 46' |
| FW                  | 11 | Carmelo Algarañaz  |     | 68' |
| MF                  | 10 | Ramiro Vaca        |     | 75' |
| Treinador:          |    |                    |     |     |
| Antônio Carlos Zago |    |                    |     |     |

| Homem do Jogo: Christian Pulisic Bandeirinhas: Daniele Bindoni Alberto Tegoni Quarto árbitro: Jhon Ospina Quinto árbitro: Jhon Gallego Árbitro assistente de vídeo: Marco Di Bello Árbitros assistentes de árbitro de vídeo: Aleandro Di Paolo |

### Uruguai x Panamá
| 23 de junho   | Uruguai                                | 3 – 1             | Panamá        | Hard Rock Stadium, Miami Gardens        |
| 21:00 (UTC−4) | M. Araújo 16' · Núñez 85' · Viña 90+1' | CONMEBOL CONCACAF | Murillo 90+5' | Público: 33 425 Árbitro: CHI Piero Maza |

| '' | Uruguai | Panamá | '' |

| GK             | 1  | Sergio Rochet          |  |     |
| RB             | 8  | Nahitan Nández         |  |     |
| CB             | 4  | Ronald Araújo          |  | 46' |
| CB             | 16 | Mathías Olivera        |  | 60' |
| LB             | 17 | Matías Viña            |  |     |
| CM             | 15 | Federico Valverde      |  | 84' |
| CM             | 5  | Manuel Ugarte          |  |     |
| RW             | 11 | Facundo Pellistri      |  |     |
| AM             | 10 | Giorgian De Arrascaeta |  | 60' |
| LW             | 20 | Maximiliano Araújo     |  |     |
| CF             | 19 | Darwin Núñez           |  |     |
| Substituições: |    |                        |  |     |
| DF             | 2  | José Giménez           |  | 46' |
| MF             | 7  | Nicolás de la Cruz     |  | 60' |
| DF             | 3  | Sebastián Cáceres      |  | 60' |
| MF             | 6  | Rodrigo Bentancur      |  | 84' |
| Treinador:     |    |                        |  |     |
| Marcelo Bielsa |    |                        |  |     |

| GK                  | 22 | Orlando Mosquera       |     |     |
| CB                  | 24 | Edgardo Fariña         |     |     |
| CB                  | 3  | José Córdoba           |     |     |
| CB                  | 25 | Roderick Miller        |     |     |
| RWB                 | 23 | Michael Amir Murillo   |     |     |
| LWB                 | 15 | Eric Davis             |     |     |
| RM                  | 7  | José Luis Rodríguez    |     | 84' |
| CM                  | 6  | Cristian Martínez      |     | 65' |
| CM                  | 8  | Adalberto Carrasquilla |     | 89' |
| LM                  | 10 | Yoel Bárcenas          |     | 89' |
| CF                  | 17 | José Fajardo           |     | 84' |
| Substituições:      |    |                        |     |     |
| MF                  | 14 | Jovani Welch           | 68' | 65' |
| FW                  | 9  | Eduardo Guerrero       |     | 84' |
| MF                  | 13 | Freddy Góndola         |     | 84' |
| MF                  | 5  | Abdiel Ayarza          |     | 89' |
| MF                  | 26 | Kahiser Lenis          |     | 89' |
| Treinador:          |    |                        |     |     |
| Thomas Christiansen |    |                        |     |     |

| Homem do Jogo: Maximiliano Araújo Bandeirinhas: Claudio Urrutia Miguel Rocha Quarto árbitro: Juan Benitez Quinto árbitro: Eduardo Cardozo Árbitro assistente de vídeo: Mauro Vigliano Árbitros assistentes de árbitro de vídeo: Héctor Paletta |

### Panamá x Estados Unidos
| 27 de junho   | Panamá                     | 2 – 1             | Estados Unidos | Mercedes-Benz Stadium, Atlanta           |
| 18:00 (UTC−4) | Blackman 26' · Fajardo 83' | CONMEBOL CONCACAF | Balogun 22'    | Público: 59 145 Árbitro: SLV Iván Barton |

| '' | Panamá | Est. Unidos | '' |

| GK                  | 22 | Orlando Mosquera       |       |     |
| CB                  | 24 | Edgardo Fariña         | 90+2' |     |
| CB                  | 3  | José Córdoba           |       |     |
| CB                  | 25 | Roderick Miller        |       |     |
| RWB                 | 23 | Michael Amir Murillo   |       |     |
| LWB                 | 15 | Eric Davis             |       |     |
| RM                  | 2  | César Blackman         |       | 60' |
| CM                  | 6  | Cristian Martínez      |       | 76' |
| CM                  | 8  | Adalberto Carrasquilla | 88'   |     |
| LM                  | 10 | Yoel Bárcenas          |       |     |
| CF                  | 9  | Eduardo Guerrero       | 45'   | 46' |
| Substituições:      |    |                        |       |     |
| FW                  | 17 | José Fajardo           |       | 46' |
| DF                  | 13 | Freddy Góndola         | 90+3' | 60' |
| MF                  | 5  | Abdiel Ayarza          |       | 76' |
| Treinador:          |    |                        |       |     |
| Thomas Christiansen |    |                        |       |     |

| GK              | 1  | Matt Turner            |     | 46' |
| RB              | 22 | Joe Scally             |     |     |
| CB              | 3  | Chris Richards         | 89' |     |
| CB              | 13 | Tim Ream               |     | 86' |
| LB              | 5  | Antonee Robinson       | 33' |     |
| DM              | 4  | Tyler Adams            |     | 46' |
| CM              | 8  | Weston McKennie        |     |     |
| CM              | 7  | Giovanni Reyna         |     | 46' |
| RF              | 21 | Timothy Weah           | 18' |     |
| CF              | 20 | Folarin Balogun        |     | 72' |
| LF              | 10 | Christian Pulisic      |     |     |
| Substituições:  |    |                        |     |     |
| GK              | 18 | Ethan Horvath          |     | 46' |
| DF              | 2  | Cameron Carter-Vickers |     | 46' |
| MF              | 15 | Johnny Cardoso         |     | 46' |
| FW              | 9  | Ricardo Pepi           |     | 72' |
| FW              | 26 | Josh Sargent           |     | 86' |
| Treinador:      |    |                        |     |     |
| Gregg Berhalter |    |                        |     |     |

| Homem do Jogo: Folarin Balogun Bandeirinhas: David Morán Henri Pupiro Quarto árbitro: Kevin Ortega Quinto árbitro: Stephen Atoche Árbitro assistente de vídeo: Tatiana Guzmán Árbitros assistentes de árbitro de vídeo: David Rodríguez |

### Uruguai x Bolívia
| 27 de junho   | Uruguai                                                                 | 5 – 0             | Bolívia | MetLife Stadium, Nova Jérsei              |
| 21:00 (UTC−4) | Pellistri 8' · Núñez 21' · M. Araújo 77' · Valverde 81' · Bentancur 89' | CONMEBOL CONCACAF |         | Público: 48 033 Árbitro: PAR Juan Benítez |

| '' | Uruguai | Bolívia | '' |

| GK             | 1  | Sergio Rochet          |  |     |
| RB             | 8  | Nahitan Nández         |  |     |
| CB             | 4  | Ronald Araújo          |  |     |
| CB             | 16 | Mathías Olivera        |  |     |
| LB             | 17 | Matías Viña            |  | 82' |
| CM             | 15 | Federico Valverde      |  | 86' |
| CM             | 5  | Manuel Ugarte          |  |     |
| RW             | 11 | Facundo Pellistri      |  | 86' |
| AM             | 7  | Nicolás de la Cruz     |  | 89' |
| LW             | 20 | Maximiliano Araújo     |  |     |
| CF             | 19 | Darwin Núñez           |  | 83' |
| Substituições: |    |                        |  |     |
| DF             | 24 | Lucas Olaza            |  | 82' |
| FW             | 9  | Luis Suárez            |  | 83' |
| FW             | 26 | Cristian Olivera       |  | 86' |
| MF             | 15 | Federico Valverde      |  | 86' |
| MF             | 10 | Giorgian De Arrascaeta |  | 89' |
| Treinador:     |    |                        |  |     |
| Marcelo Bielsa |    |                        |  |     |

| GK                  | 23 | Guillermo Viscarra |     |     |
| CB                  | 22 | Héctor Cuéllar     |     |     |
| CB                  | 4  | Luis Haquín        |     |     |
| CB                  | 21 | José Sagredo       |     |     |
| RM                  | 25 | Yomar Rocha        | 65' | 74' |
| CM                  | 16 | Boris Céspedes     |     |     |
| CM                  | 15 | Gabriel Villamíl   |     |     |
| LM                  | 17 | Roberto Fernández  |     | 46' |
| RF                  | 7  | Miguel Terceros    |     | 68' |
| CF                  | 11 | Carmelo Algarañaz  |     | 82' |
| LF                  | 10 | Ramiro Vaca        |     | 74' |
| Substituições:      |    |                    |     |     |
| MF                  | 6  | Leonel Justiniano  |     | 46' |
| FW                  | 13 | Lucas Chávez       |     | 68' |
| FW                  | 8  | Jaume Cuéllar      |     | 74' |
| DF                  | 3  | Diego Medina       |     | 74' |
| MF                  | 26 | Adalid Terrazas    |     | 82' |
| Treinador:          |    |                    |     |     |
| Antônio Carlos Zago |    |                    |     |     |

| Homem do Jogo: Maximiliano Araújo Bandeirinhas: Eduardo Cardozo Milcíades Saldívar Quarto árbitro: Edina Alves Quinto árbitro: Migdalia Rodríguez Árbitro assistente de vídeo: Rodrigo Carvajal Árbitros assistentes de árbitro de vídeo: José Cuevas |

### Bolívia x Panamá
| 1 de julho    | Bolívia     | 1 – 3             | Panamá                                   | Inter&Co Stadium, Orlando                |
| 21:00 (UTC−4) | Miranda 69' | CONMEBOL CONCACAF | Fajardo 22' · Guerrero 79' · Yanis 90+1' | Público: 16 129 Árbitro: BRA Edina Alves |

| '' | Bolívia | Panamá | '' |

| GK                  | 23 | Guillermo Viscarra |     |     |
| CB                  | 22 | Héctor Cuéllar     |     |     |
| CB                  | 4  | Luis Haquín        |     |     |
| CB                  | 24 | Marcelo Suárez     |     |     |
| RM                  | 25 | Yomar Rocha        |     | 63' |
| CM                  | 16 | Boris Céspedes     |     | 63' |
| CM                  | 15 | Gabriel Villamíl   | 21' | 63' |
| LM                  | 21 | José Sagredo       |     |     |
| AM                  | 7  | Miguel Terceros    |     | 81' |
| AM                  | 10 | Ramiro Vaca        |     | 81' |
| CF                  | 11 | Carmelo Algarañaz  |     |     |
| Substituições:      |    |                    |     |     |
| FW                  | 19 | Bruno Miranda      |     | 63' |
| MF                  | 26 | Adalid Terrazas    | 86' | 63' |
| MF                  | 6  | Leonel Justiniano  |     | 63' |
| MF                  | 20 | Fernando Saucedo   |     | 81' |
| FW                  | 13 | Lucas Chávez       |     | 81' |
| Treinador:          |    |                    |     |     |
| Antônio Carlos Zago |    |                    |     |     |

| GK                  | 22 | Orlando Mosquera     |     |     |
| CB                  | 24 | Edgardo Fariña       |     |     |
| CB                  | 3  | José Córdoba         |     |     |
| CB                  | 16 | Carlos Harvey        |     | 74' |
| RWB                 | 23 | Michael Amir Murillo | 42' | 46' |
| LWB                 | 15 | Eric Davis           |     |     |
| RM                  | 2  | César Blackman       |     |     |
| CM                  | 6  | Cristian Martínez    |     | 74' |
| CM                  | 14 | Jovani Welch         |     | 90' |
| LM                  | 10 | Yoel Bárcenas        |     |     |
| CF                  | 17 | José Fajardo         |     | 84' |
| Substituições:      |    |                      |     |     |
| MF                  | 26 | Kahiser Lenis        |     | 46' |
| MF                  | 5  | Abdiel Ayarza        |     | 74' |
| FW                  | 9  | Eduardo Guerrero     |     | 74' |
| MF                  | 13 | Freddy Góndola       |     | 84' |
| MF                  | 21 | César Yanis          |     | 90' |
| Treinador:          |    |                      |     |     |
| Thomas Christiansen |    |                      |     |     |

| Homem do Jogo: Cristian Martínez Bandeirinhas: Neuza Back Mary Blanco Quarto árbitro: Raphael Claus Quinto árbitro: Bruno Boschilia Árbitro assistente de vídeo: Rodolpho Toski Árbitros assistentes de árbitro de vídeo: Joel Alarcón |

### Estados Unidos x Uruguai
| 1 de julho    | Estados Unidos | 0 – 1             | Uruguai        | Arrowhead Stadium, Kansas City            |
| 20:00 (UTC−5) |                | CONMEBOL CONCACAF | M. Olivera 66' | Público: 55 460 Árbitro: PER Kevin Ortega |

| '' | Est. Unidos | Uruguai | '' |

| GK              | 1  | Matt Turner       |     |     |
| RB              | 22 | Joe Scally        |     | 79' |
| CB              | 3  | Chris Richards    | 33' |     |
| CB              | 13 | Tim Ream          |     | 89' |
| LB              | 5  | Antonee Robinson  |     |     |
| DM              | 4  | Tyler Adams       | 17' |     |
| CM              | 8  | Weston McKennie   |     |     |
| CM              | 6  | Yunus Musah       |     | 72' |
| RF              | 10 | Christian Pulisic |     |     |
| CF              | 20 | Folarin Balogun   |     | 41' |
| LF              | 7  | Giovanni Reyna    |     |     |
| Substituições:  |    |                   |     |     |
| FW              | 9  | Ricardo Pepi      |     | 41' |
| FW              | 26 | Josh Sargent      |     | 72' |
| FW              | 19 | Haji Wright       |     | 79' |
| MF              | 17 | Malik Tillman     |     | 89' |
| Treinador:      |    |                   |     |     |
| Gregg Berhalter |    |                   |     |     |

| GK             | 1  | Sergio Rochet      |       |     |
| RB             | 8  | Nahitan Nández     |       |     |
| CB             | 4  | Ronald Araújo      |       | 27' |
| CB             | 16 | Mathías Olivera    |       |     |
| LB             | 17 | Matías Viña        |       | 72' |
| CM             | 5  | Manuel Ugarte      |       | 88' |
| CM             | 15 | Federico Valverde  |       |     |
| RW             | 11 | Facundo Pellistri  |       |     |
| AM             | 7  | Nicolás de la Cruz |       | 79' |
| LW             | 20 | Maximiliano Araújo |       |     |
| CF             | 19 | Darwin Núñez       | 45+3' | 88' |
| Substituições: |    |                    |       |     |
| FW             | 25 | Cristian Olivera   |       | 27' |
| DF             | 2  | José Giménez       |       | 72' |
| MF             | 6  | Rodrigo Bentancur  |       | 79' |
| FW             | 9  | Luis Suárez        |       | 88' |
| DF             | 3  | Sebastián Cáceres  |       | 88' |
| Treinador:     |    |                    |       |     |
| Marcelo Bielsa |    |                    |       |     |

| Homem do Jogo: Mathías Olivera Bandeirinhas: Michael Orué Stephen Atoche Quarto árbitro: Augusto Menéndez Quinto árbitro: José Antelo Árbitro assistente de vídeo: Carlos Orbe Árbitros assistentes de árbitro de vídeo: Bryan Loayza |